# Mercedes-Benz OMC
La serie de plataformas carrozables Mercedes-Benz OMC son chasis de ómnibus con motor, frenos de tambor, suspensión de ballestas o mixtas (L) producidas por Mercedes-Benz en México para el mercado norteamericano desde principios de la década de 1990. Dependiendo del modelo pueden ser para uso urbano o interurbano de corta o media distancia ya que son plataformas básicas, de menor costo pero con inferiores prestaciones.

## Chasis Mercedes-Benz OMC (1998-2009)
A continuación, se detallan los modelos en producción de esta serie de chasis Mercedes-Benz para carrocería de ómnibus:

### Algunas Plataformas Serie OMC descontinuadas
- OMC 1119: Chasis mexicano, motor OM 904 LA de 190 hp y caja manual.
- OMC 1419: Chasis mexicano, motor OM 904 LA de 190 hp y caja manual.
- OMC 1421: Chasis mexicano, motor OM 366 LA de 210 hp y caja manual.
- OMC 1423: Chasis mexicano, motor OM 906 LA de 230 hp y caja manual.
- OMC 1425: Chasis mexicano, motor OM 906 LA de 250 hp y caja manual.
- OMC 1426: Chasis mexicano, motor OM 906 LA de 260 hp y caja manual.
- OMC 1621: Chasis mexicano, motor OM 366 LA de 210 hp y caja manual.
- OMC 1623: Chasis mexicano, motor OM 906 LA de 230 hp y caja manual Allison B300R.
- OMC 1625: Chasis mexicano, motor OM 906 LA de 250 hp y caja manual Allison B300R.
- OMC 1626: Chasis mexicano, motor OM 906 LA de 260 hp y caja manual Allison B300R.
- OMC 1628: Chasis mexicano, motor OM 906 LA de 280 hp y caja manual Allison B300R.

- Datos: Q27919735